# Gnamptodon catamaranensis
Gnamptodon catamaranensis är en stekelart som först beskrevs av Fischer 1978.  Gnamptodon catamaranensis ingår i släktet Gnamptodon och familjen bracksteklar. Inga underarter finns listade i Catalogue of Life.